# Puce Hengzhi
La puce Hengzhi (chinois : 恒智 ; pinyin : héngzhì, 联想“恒智”安全芯片) est un composant cryptographique matériel, conçu par la république populaire de Chine et fabriqué en Chine. Le fabricant Lenovo distribue des ordinateurs équipés de telles puces.

## Fonctionnalités
La puce Hengzhi est supposée implémenter des fonctionnalités similaires à la puce TPM, sans toutefois respecter les spécifications établies par le Trusted Computing Group. Elle répond à la volonté du gouvernement chinois d'utiliser des produits cryptographiques nationaux, plutôt que de dépendre de solutions développées à l'étranger et notamment aux États-Unis. Les spécifications techniques de la puce étaient toutefois inconnues du public en septembre 2006.